# Heidelore Fiedler
Heidelore „Heidi“ Fiedler (* 8. Mai 1952) ist eine deutsche Umweltchemikerin.

## Leben
Heidelore Fiedler schloss 1980 ein Studium der Biochemie und 1985 ihre Doktorarbeit in diesem Fach an der Universität des Saarlandes ab. Sie arbeitete als Oberassistentin bei Otto Hutzinger an der Universität Bayreuth sowie am Bayerischen Institut für Abfallforschung. Danach war sie 15 Jahre lang für das Umweltprogramm der Vereinten Nationen (UNEP) tätig. Seit Juli 2015 ist sie Professorin an der Universität Örebro.
Ihr Forschungsschwerpunkt ist die Umweltchemie, von der Identifizierung und Quantifizierung von Quellen (persistenter organischer) Schadstoffe über den Verbleib und Transport in der Umwelt bis hin zur Exposition des Menschen und den Auswirkungen auf Mensch und Umwelt.
Heidelore Fiedler hat zahlreiche Artikel und Forschungsberichte zu Umweltchemikalien wie Dioxinen, PCBs, bromierten Flammschutzmitteln oder Perfluoroctansulfonsäure veröffentlicht.
Fiedler ist im Editorial Board der Zeitschrift Chemosphere.